# 교황 비오 4세
교황 비오 4세(라틴어: Pius PP. IV, 이탈리아어: Papa Pio IV)는 제224대 교황(재위: 1559년 12월 25일 ~ 1565년 12월 9일)이다. 본명은 조반니 안젤로 데 메디치(이탈리아어: Giovanni Angelo de Medici)이다. 트리엔트 공의회의 마지막 회기를 주재하였으며, 그의 조카 가롤로 보로메오는 가톨릭교회의 개혁을 이끈 주요 인물로서 훗날 시성되었다.

## 생애 초기
조반니 안젤로 메디치는 밀라노 태생이었지만, 피렌체의 메디치 가문과는 아무런 상관이 없다. 아버지 베르나르디노 데 메디치는 밀라노의 당파 분쟁에 깊이 개입되어 오랫동안 감금 생활을 하였으므로 조반니는 어릴 때부터 인생의 무상함을 체험하였다. 집안이 빈궁하여 아버지의 친구 지롤라모 모로네의 도움으로 파비아에서 대학교를 졸업한 그는 당시 멜라냐노의 후작에 불과했던 형 잔 자코모 메디치가 오르시니 가문과 혼인 관계를 맺고 권력의 중추로 떠오르게 되면서 향후 출세하는데 어느 정도 용이하게 되었다.
1525년 볼로냐에서 시민법과 교회법 학위를 받은 후 법학자가 된 조반니는 1527년에 로마의 법원에서 근무하였다. 교황 바오로 3세의 인정을 받아 여러 도시의 행정을 담당하였고, 특히 1545년 12월 14일 시칠리아의 라구사 교구의 대주교로 서임되었으며, 1547년 7월 23일에는 볼로냐의 교황 사절단에 참여하였다.

## 추기경
1549년 4월 8일 교황 바오로 3세는 조반니 안젤로 메디치를 추기경에 서임하였다. 교황의 지시로 그는 독일과 헝가리에 외교 사절단으로 파견을 가기도 하였다.

## 교황

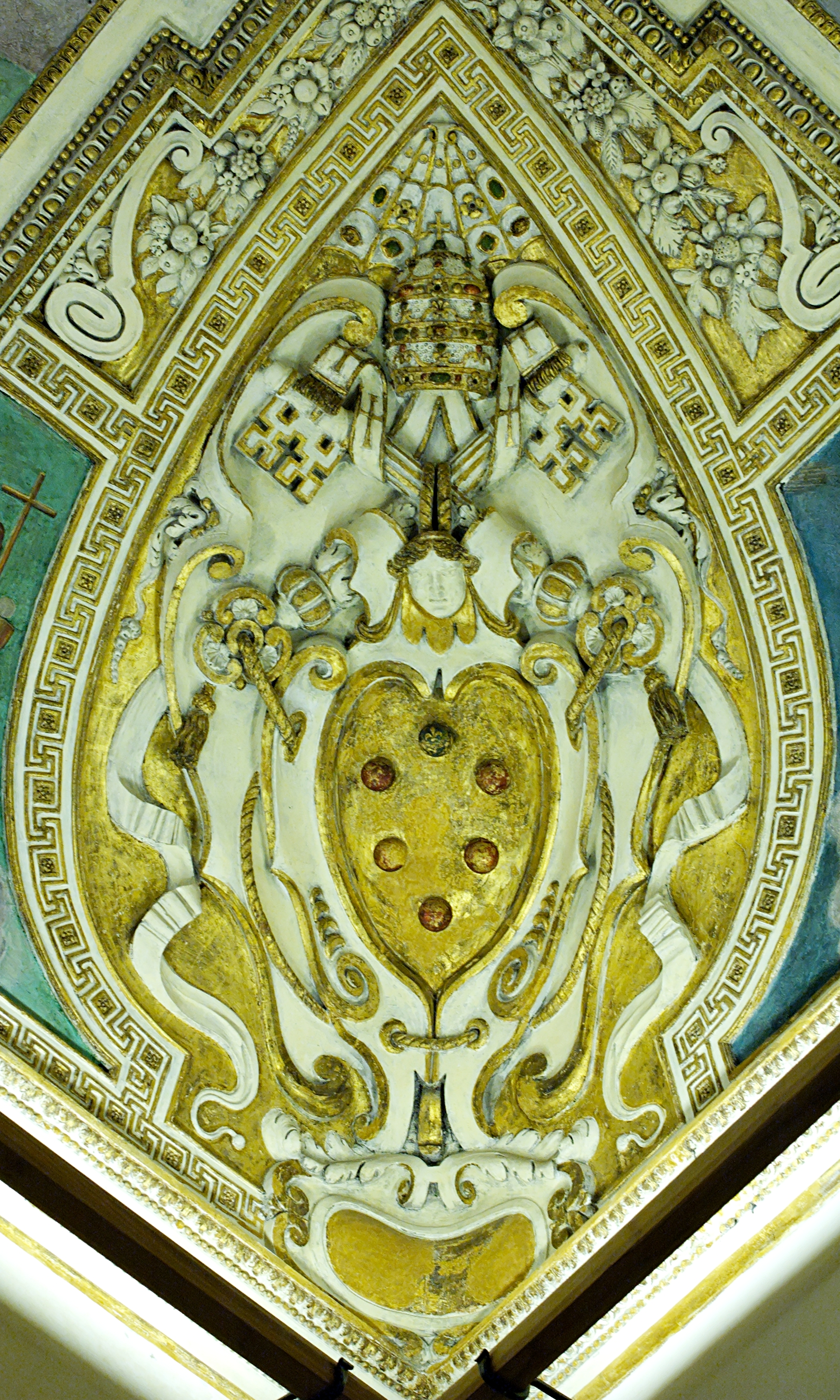
교황 비오 4세의 문장

교황 바오로 4세가 선종한 후, 3개월이 지나도 새 교황이 선출되지 않자 결국 프랑스파 추기경들과 신성 로마 제국파 추기경들이 전격적으로 합의하여 조반니 안젤로 메디치가 1559년 12월 25일 새 교황으로 선출되었다. 새로 선출된 교황은 1560년 1월 6일에 즉위하여 자신의 이름을 비오 4세로 명명하였다.
비오 4세는 밀라노 태생으로 피렌체의 메디치 가문과는 아무런 상관이 없다. 그럼에도 불구하고 교황이 된 후에 메디치 가문의 문장을 채택했는데, 당시 피렌체 공작이었던 코시모 1세 데 메디치(1519~74) 역시 교황과의 친분을 통해 이득을 챙길수 있을것으로 보고 별다른 이의를 제기하지 않았다. 당시 코시모 1세는 토스카나 대공이 되고자하는 야망을 가지고 은밀히 계획을 추진하고 있었기 때문이다.
교황으로서 그가 실시한 첫 번째 정책은 전임 교황 재위기간 중에 반란에 가담한 이들을 대대적으로 사면하고, 전임 교황의 조카들인 카를로 카라파 추기경과 팔리아노 공작 조반니 카라파를 교살형에 처함으로써 악화된 민심을 달래고 카라파 가문의 전횡을 단죄한 것이었다. 또한, 이들과 가까운 관계에 있었던 이들도 모조리 체포하여 참수형에 처하였다.
1562년 1월 18일 교황 율리오 3세에 의해 중단되었던 트리엔트 공의회의 제3회기이자 마지막 회기를 재소집하였다. 당시 주요 쟁점 사항들에 대해 주요 국가들이 로마의 요구사항들에 일제히 반대하고, 심지어 물리력을 행사할 위험을 사전에 차단하기 위해서는 탁월한 기량과 조심성이 필요하였다. 비오 4세는 조반니 모로네와 가롤로 보로메오 등의 도움을 받아, 이러한 난국을 헤쳐나갔다. 그는 신중하고도 조심스럽게 공의회를 주재하여 반대자들이 교황의 권한에 대해 호의적으로 수긍하게끔 만들어, 종국에는 공의회가 성공적으로 종결하는데 성공하여 자신의 능력을 증명해 보였다. 1564년 1월 26일 교황 칙서 《복되신 하느님》(Benedictus Deus)을 발표하였으며, 공의회의 신앙 고백은 공의회가 폐막된 1년 후인 1564년 일명 비오 4세 신경이라고도 불리는 《트리엔트 신앙 고백》(Professio fidei Tridentina)이란 이름으로 발표되었다. 그가 교황으로 재위한 시기에 교회 안에는 더욱 엄격하고 가혹한 분위기가 퍼져나갔는데, 이는 온건하고 편안함을 추구하는 그의 성격상 마음에서 우러나온 것이라기 보다는 어쩔 수 없이 상황이 그렇게 되도록 만들었다고 보는 편이 정확하다.
1564년 나바라의 잔 달브레 여왕이 칼뱅주의에 빠졌다는 고발이 접수되어 그에 대한 종교 재판이 열리려고 하였으나, 이 소식을 듣고 분개한 프랑스의 샤를 9세의 항의를 받아들여 비오 4세는 잔 달브레에 대한 종교 재판을 취소하였다. 같은 해 비오 4세는 오스트리아와 보헤미아의 평신도들에게 컵의 사용을 전면 허용하는 칙서를 발표하였다. 그가 가장 열정적으로 추진했던 일 중의 하나는 바로 로마를 아름답게 장식하는 건축 사업이었다. 그는 보르고 거리의 북쪽 지역을 확장하였으며, 그의 이름을 딴 피오 거리(Via Pia)와 피아 성문(Porta Pia) 등 수많은 건축물이 지어지거나 복원되었다.
다른 한편으로는, 비오 4세의 재위기간 동안 로마의 문화가 소박하고 금욕적인 분위기로 변했다고 한탄하는 이들도 있었다. 1567년 조르지오 바사리는 “이곳 로마의 장엄함은 사람들이 근검절약을 실천하면서 옷들이 무미건조해지고, 그 밖의 다른 것들도 간소해지면서 사라져가고 있다. 로마는 큰 도탄에 빠졌으며, 만약 그리스도께서 로마를 사랑하셔서 당신을 따라 가난해지기를 원하시는 것이라면 로마는 금세 알거지 신세로 전락할 것이 틀림없다.”고 말하였다.
베네데토 아콜티 추기경(1549년 선종)의 사생아가 비오 4세를 제거하기 위한 음모를 꾸몄으나, 1565년에 발각되어 분쇄되었다.
비오 4세는 1565년 12월 9일에 선종하였으며, 그의 유해는 산타 마리아 델리 안젤리 성당에 안장되었다.

## 같이 보기
- 메디치가